# 马廖夫尼切 (尼古拉耶夫州)
47°42′14″N 32°5′9″E / 47.70389°N 32.08583°E
马廖夫尼切（羅馬化：Maliovnyche），2024年9月前名为普里尤特（烏克蘭語：Приют），是烏克蘭南部尼古拉耶夫州沃兹涅先斯克区葉拉涅茨市鎮的村落。始建於1845年，面積0.37平方公里，海拔高度73米，2001年人口121，人口密度每平方公里327人。
2024年9月19日，乌克兰最高拉达将此村的名字改为马廖夫尼切。